# Osinki
Osinki (in russo Осинки?) è un insediamento di tipo urbano del distretto Bezenčukskij, nell'oblast' di Samara, in Russia.
Si trova 71 km a sud di Samara e 18 km a sud del centro distrettuale di Bezenčuk.